# Rahaselkä
Rahaselkä är en kulle i Finland.   Den ligger i den ekonomiska regionen  Rovaniemi ekonomiska region  och landskapet Lappland, i den norra delen av landet, 700 km norr om huvudstaden Helsingfors. Toppen på Rahaselkä är 161 meter över havet.
Terrängen runt Rahaselkä är platt.  Trakten runt Rahaselkä är nära nog obefolkad, med mindre än två invånare per kvadratkilometer.